# Uncomplicated Firewall
Uncomplicated Firewall (UFW) — це програма для керування брандмауером netfilter, розроблена для забезпечення зручності використання. Вона використовує інтерфейс командного рядка, що складається з невеликої кількості простих команд, і використовує iptables для налаштування. UFW доступна за замовчуванням у всіх інсталяціях Ubuntu, починаючи з 8.04 LTS. UFW доступна за замовчуванням у всіх інсталяціях Debian з 10.

## Графічні інтерфейси для Uncomplicated Firewall
Gufw задумано як простий, інтуїтивно зрозумілий графічний інтерфейс користувача для керування UFW. Він підтримує типові завдання, такі як дозвіл або блокування попередньо налаштованих, звичайних P2P або визначених портів. Gufw був розроблений для Ubuntu, але також доступний у дистрибутивах на основі Debian і в Arch Linux; скрізь, де доступні Python, GTK і UFW.

## Властивості
| Функція Netfilter                                             | 0.16.2 (8.04 LTS) | 0.30 (10.04 LTS) | 0.31.1-1 (12.04 LTS) | 0.34-0 (14.04 LTS) | 0.35-0 (16.04 LTS) |
| ------------------------------------------------------------- | ----------------- | ---------------- | -------------------- | ------------------ | ------------------ |
| Політика вхідних пакетів за замовчанням (дозволити/відмовити) | Так               | Так              | Так                  | Так                | Так                |
| Правила вхідних пакетів (дозволити/відмовити)                 | Так               | Так              | Так                  | Так                | Так                |
| IPv6                                                          | Так               | Так              | Так                  | Так                | Так                |
| Статус                                                        | Так               | Так              | Так                  | Так                | Так                |
| Реєстрація (увімкнена/вимкнена)                               | Так               | Так              | Так                  | Так                | Так                |
| Розширюємий каркас                                            | Так               | Так              | Так                  | Так                | Так                |
| Інтеграція із прикладним ПЗ                                   | —                 | Так              | Так                  | Так                | Так                |
| Правила вхідних пакетів з лімітами                            | —                 | Так              | Так                  | Так                | Так                |
| Правила вхідних пакетів з багатьма портами                    | —                 | Так              | Так                  | Так                | Так                |
| debconf/preseeding                                            | —                 | Так              | Так                  | Так                | Так                |
| Політика вхідних пакетів за замовчанням (відкинути)           | —                 | Так              | Так                  | Так                | Так                |
| Правила вхідних пакетів (відкинути)                           | —                 | Так              | Так                  | Так                | Так                |
| Вставка правил                                                | —                 | Так              | Так                  | Так                | Так                |
| Рівні реєстрації                                              | —                 | Так              | Так                  | Так                | Так                |
| Реєстрація по правилу                                         | —                 | Так              | Так                  | Так                | Так                |
| Фільтрація вихідних пакетів (у парі з вхідними)               | —                 | Так              | Так                  | Так                | Так                |
| Фільтрація по інтерфейсу                                      | —                 | Так              | Так                  | Так                | Так                |
| Завершення Bash                                               | —                 | Так              | Так                  | Так                | Так                |
| Підтримка Upstart                                             | —                 | Так              | Так                  | Так                | Так                |
| Покращена звітність                                           | —                 | Так              | Так                  | Так                | Так                |
| Команда скидання                                              | —                 | Так              | Так                  | Так                | Так                |
| Підтримка rsyslog                                             | —                 | Так              | Так                  | Так                | Так                |
| Видалення по номеру правила                                   | —                 | Так              | Так                  | Так                | Так                |
| Підтримка Python 2.6                                          | —                 | —                | Так                  | Так                | Так                |
| Звіт 'show listening'                                         | —                 | —                | Так                  | Так                | Так                |
| Підтримка Python 2.7                                          | —                 | —                | Так                  | Так                | Так                |
| Збільшена підтримка протоколів (AH, ESP)                      | —                 | —                | Так                  | Так                | Так                |
| Ліміти для IPv6 командою 'limit'                              | —                 | —                | —                    | Так                | Так                |
| Підтримка Python 3.2                                          | —                 | —                | —                    | Так                | Так                |
| Підтримка Python 3.3                                          | —                 | —                | —                    | Так                | Так                |
| Звіт 'show added'                                             | —                 | —                | —                    | Так                | Так                |
| Підтримка Python 3.4                                          | —                 | —                | —                    | Так                | Так                |
| Можливість перехоплення Before/after                          | —                 | —                | —                    | Так                | Так                |
| Фільтрація пакетів, що маршрутизуються (FORWARD)              | —                 | —                | —                    | Так                | Так                |
| Підтримка systemd                                             | —                 | —                | —                    | —                  | Так                |
| Збільшена підтримка протоколів (IGMP, GRE)                    | —                 | —                | —                    | —                  | Так                |
| Підтримка Python 3.5                                          | —                 | —                | —                    | —                  | Так                |
| Snappy для підтримки Ubuntu Core                              | —                 | —                | —                    | —                  | Так                |
| Коментарі до кожного правила                                  | —                 | —                | —                    | —                  | Так                |